# Григорьева, Людмила Ильинична
Людми́ла Ильи́нична Григо́рьева (урождённая Воево́дина; род. 12 июня 1962, Красноярск) — российский религиовед, философ религии, социолог религии, общественный деятель, автор трудов и специалист по нетрадиционным религиям и культам. Доктор философских наук (2000), профессор.
Одна из авторов энциклопедических словарей «Енисейский энциклопедический словарь» и «Религии народов современной России».

## Биография
Родилась 12 июня 1962 года в городе Красноярске в семье религиоведа, исследователя сибирского сектантства, преподавателя кафедры философии Красноярского педагогического института Ильи Львовича Воеводина (1932—2023) и его супруги Элеоноры Витальевны Воеводиной (Мясниковой).
В 1984 году с отличием окончила исторический факультет Красноярского государственного педагогического института по специальности «история, обществоведение, советское государство и право».
Вместе с мужем-медиком попала по распределению в Тандинский район Тувинской АССР, работала учителем истории в школе в селе Балгазын. В 1991 году из-за волны антирусских настроений семья вернулась в Красноярск. Поступив в аспирантуру, стала заниматься исследованием новых религиозных движений, последователи которых появились в Сибири в начале 90-х гг. (Бахаи, Белое братство ЮСМАЛОС, Карма Кагью Оле Нидала и другие).
В 1994 году в Российской академии государственной службы при Президенте РФ (РАГС) защитила диссертацию на соискание учёной степени кандидата философских наук по теме «Нетрадиционные религии в современной России. Социальная природа и тенденции эволюции» (научный руководитель — членкорр РАО профессор А. М. Гендин).
В 1994—2000 годах — доцент кафедры философии, а с 2000 по 2004 годы — профессор кафедры теории и истории культуры Красноярского государственного педагогического университета им. В. П. Астафьева.
В 2000 году в РАГС защитила диссертацию на соискание учёной степени доктора философских наук по теме «Религии „Нового века“ в современной России: социально-философский анализ» (научный консультант — доктор философских наук, профессор и заведующий кафедрой религиоведения РАГС Н. А. Трофимчук).
В 2004 организовала и возглавила кафедру религиоведения исторического факультета Красноярского педагогического университета имени В. П. Астафьева, была заведующей кафедрой до 2015 года, после чего она была закрыта, выпускавшей специалистов-религиоведов. Одновременно с этим — профессор кафедры философии Сибирского технологического университета, где разработала научное направление «Теория и практика новых религиозных движений».
С 2014 года — профессор кафедры философии Гуманитарного института Сибирского федерального университета.

## Общественная деятельность
С 1996 года являлась членом новообразованного Совета по взаимодействию с религиозными объединениями при губернаторе Красноярского края В. М. Зубове, и во многом отвечала за религиозную политику в Красноярском крае. Одним из направлений работы было комплексное исследование крупнейшего в России неорелигиозного объединения — Церкви последнего завета.
С 2003 года являлась членом Экспертного совета по проведению государственной религиоведческой экспертизы при губернаторе Красноярского края А. Г. Хлопонине.
Председатель красноярского краевого отделения «Российского общества исследователей религии» (РОИР).
С 2007 года является членом Российского философского общества
20 января 2011 года  назначена членом Консультативного совета управления Роскомнадзора по Красноярскому краю.

## Отзывы
В 1998 году социолог религии, доктор политических наук А. В. Щипков, член Экспертного совета по проведению религиоведческой экспертизы при Минюсте России в своей монографии «Во что верит Россия?» отмечал, что :

Один из лучших исследователей секты Людмила Григорьева из Красноярска провела более двух месяцев в одной из общин Белых братьев, работая методом погружения и выдавая себя «за свою».
В 2005 году религиовед С. Б. Филатов, старший научный сотрудник Института востоковедения РАН, в коллективной монографии «Атлас и современной религиозной жизни России» отмечает, что Л.И Григорьева «известный специалист-религиовед», называет её «либеральной в религиозной сфере», а также замечает, что на должности главного специалиста отдела общественно-политических связей «администрация <Красноярского края> в лице Григорьевой всячески поощряла благотворительную деятельность РПЦ и других конфессий — в тюрьмах, больницах, детских домах, домах престарелых, среди народов Крайнего Севера и т. д.». В 2006 году в справочнике «Современная религиозная жизнь России» он указывает Григорьеву в качестве «ведущего эксперта по виссарионитам».

В 2005 году религиовед и историк С. М. Дударёнок, профессор и заведующая кафедрой Отечественной истории и архивоведения Школы гуманитарных наук ДВФУ, в своей докторской диссертации отмечала, что 
Среди занимающихся нетрадиционными религиями исследователей особо следует отметить Л. И. Григорьеву — автора монографий и статей, отражающих различные аспекты деятельное новых религиозных движений, дающих философский анализ вероучительной доктрины и культовой практики. Для написания большинства работ исследовательницей использовался метод включённого наблюдения: автор какое-то время проживала в общинах нетрадиционных религий, наблюдала и исследовала особенности их вероучения и культовой практики изнутри. Это позволило ей быть более объективной, отказаться от заведомо негативной оценки всего спектра изучаемого феномена. В своей фундаментальной монографии "Религии «Нового века» и современное государство (Социально-философский очерк) Л. И. Григорьева даёт комплексный социально-философский анализ феномена новых религиозных движений и обосновывает концепцию, согласно которой возникновение в середине XX в. особой группы нетрадиционных религий, определяемых автором как религии «Нового века», является результатом развития современного индустриального общества. Данные религии наиболее полно отражают в религиозной форме те узловые социально-философские проблемы, которые стоят перед современным человеком.
В 2010 году религиовед и социолог, кандидат философских наук Р. Н. Лункин в «Русском ревью» Кестонского института отмечал, что «за религиозную политику при Зубове отвечала Людмила Ильинична Григорьева, чья деятельность фактически и сформировала нынешний образец отношений власти и церквей в социальной сфере (в настоящее время Людмила Григорьева — профессор, один из ведущих религиоведов Сибири)». 
В 2013 году религиовед, кандидат философских наук В. Ю. Бирюков включил Л. И. Григорьеву в число религиоведов, изучающих новые религиозные движения «с позиций объективного научного подхода».

## Семья
Замужем, двое сыновей. 

## Научные труды

### Диссертации
- Григорьева Л. И. Нетрадиционные религии в современной России: Социальная природа и тенденции эволюции / автореферат дис. … кандидата философских наук : 09.00.06; 09.00.11. — М.: Рос. акад. гос. службы при Президенте Рос. Фед., 1994. — 21 с.
- Григорьева Л. И. Религии «нового века» в современной России: социально-философский анализ / автореферат дис. … доктора философских наук : 09.00.06. — М.: Рос. академия гос. службы, 2000. — 47 с.

### Монографии
- Григорьева Л. И. Свобода совести и актуальные проблемы государственно-правового регулирования деятельности новейших нетрадиционных религиозных объединений. — Красноярск: РИО КГПУ, 1999. — 405 с.
- Григорьева Л. И. Свобода совести и актуальные проблемы государственно-правового регулирования деятельности новейших нетрадиционных религиозных объединений. — Красноярск: СибГТУ, 1999. — 490 с.
- Григорьева Л. И. Религии «Нового века» и современное государство : (Социально-философский очерк): Монография / Григорьева Л. И.; М-во образования Рос. Федерации. Сиб. гос. технол. ун-т. — Красноярск: СибГТУ, 2002. — 400 с. — ISBN 5-8173-0113-X.

### Словари
Енисейский энциклопедический словарь
- Григорьева Л. И. Баптизм // Енисейский энциклопедический словарь / Гл. ред. Н. И. Дроздов. — Красноярск: КОО Ассоциация «Русская энциклопедия», 1998. — С. 59. — 736 с. — 10 000 экз. — ISBN 5-88329-005-1.
- Григорьева Л. И. Бахаи // Енисейский энциклопедический словарь / Гл. ред. Н. И. Дроздов. — Красноярск: КОО Ассоциация «Русская энциклопедия», 1998. — С. 61. — 736 с. — 10 000 экз. — ISBN 5-88329-005-1.
- Григорьева Л. И. Виссарион-Христос // Енисейский энциклопедический словарь / Гл. ред. Н. И. Дроздов. — Красноярск: КОО Ассоциация «Русская энциклопедия», 1998. — С. 104. — 736 с. — 10 000 экз. — ISBN 5-88329-005-1.
- Григорьева Л. И., Иванов В. П. Воеводин Илья Львович // Енисейский энциклопедический словарь / Гл. ред. Н. И. Дроздов. — Красноярск: КОО Ассоциация «Русская энциклопедия», 1998. — С. 108. — 736 с. — 10 000 экз. — ISBN 5-88329-005-1.
- Ханенко Б. И., Григорьева Л. И. Войно-Ясенецкий Валентин Феликсович // Енисейский энциклопедический словарь / Гл. ред. Н. И. Дроздов. — Красноярск: КОО Ассоциация «Русская энциклопедия», 1998. — С. 109—110. — 736 с. — 10 000 экз. — ISBN 5-88329-005-1.
- Григорьева Л. И. Евангельские христиане // Енисейский энциклопедический словарь / Гл. ред. Н. И. Дроздов. — Красноярск: КОО Ассоциация «Русская энциклопедия», 1998. — С. 179. — 736 с. — 10 000 экз. — ISBN 5-88329-005-1.
- Григорьева Л. И. Евангельские христиане-баптисты // Енисейский энциклопедический словарь / Гл. ред. Н. И. Дроздов. — Красноярск: КОО Ассоциация «Русская энциклопедия», 1998. — С. 179. — 736 с. — 10 000 экз. — ISBN 5-88329-005-1.
- Григорьева Л. И. Новейшая нетрадиционная религиозность // Енисейский энциклопедический словарь / Гл. ред. Н. И. Дроздов. — Красноярск: КОО Ассоциация «Русская энциклопедия», 1998. — С. 427. — 736 с. — 10 000 экз. — ISBN 5-88329-005-1.
- Григорьева Л. И. Община единой веры // Енисейский энциклопедический словарь / Гл. ред. Н. И. Дроздов. — Красноярск: КОО Ассоциация «Русская энциклопедия», 1998. — С. 437—438. — 736 с. — 10 000 экз. — ISBN 5-88329-005-1.
- Григорьева Л. И. Прокофьев Алексей Фёдорович // Енисейский энциклопедический словарь / Гл. ред. Н. И. Дроздов]]. — Красноярск: КОО Ассоциация «Русская энциклопедия», 1998. — С. 498. — 736 с. — 10 000 экз. — ISBN 5-88329-005-1.
- Григорьева Л. И. Протестантизм // Енисейский энциклопедический словарь / Гл. ред. Н. И. Дроздов. — Красноярск: КОО Ассоциация «Русская энциклопедия», 1998. — С. 501. — 736 с. — 10 000 экз. — ISBN 5-88329-005-1.
- Григорьева Л. И. Протестантские христианские миссии в Красноярском крае // Енисейский энциклопедический словарь / Гл. ред. Н. И. Дроздов. — Красноярск: КОО Ассоциация «Русская энциклопедия», 1998. — С. 501. — 736 с. — 10 000 экз. — ISBN 5-88329-005-1.
- Григорьева Л. И. Пятидесятники, Евангельские христиане, Христиане веры евангельской // Енисейский энциклопедический словарь / Гл. ред. Н. И. Дроздов. — Красноярск: КОО Ассоциация «Русская энциклопедия», 1998. — С. 507. — 736 с. — 10 000 экз. — ISBN 5-88329-005-1.
- Григорьева Л. И. Свидетели Иеговы // Енисейский энциклопедический словарь / Гл. ред. Н. И. Дроздов. — Красноярск: КОО Ассоциация «Русская энциклопедия», 1998. — С. 544. — 736 с. — 10 000 экз. — ISBN 5-88329-005-1.
- Григорьева Л. И. Совет церквей евангельских христиан баптистов // Енисейский энциклопедический словарь / Гл. ред. Н. И. Дроздов. — Красноярск: КОО Ассоциация «Русская энциклопедия», 1998. — С. 572. — 736 с. — 10 000 экз. — ISBN 5-88329-005-1.
- Григорьева Л. И. Уолтер Мартин // Енисейский энциклопедический словарь / Гл. ред. Н. И. Дроздов. — Красноярск: КОО Ассоциация «Русская энциклопедия», 1998. — С. 644. — 736 с. — 10 000 экз. — ISBN 5-88329-005-1.

Религии народов современной России
- Григорьева Л. И. Бахаизм (Вера Бахаи) // Религии народов современной России: Словарь / Ред-кол. Мчедлов М. П. (отв. ред.), Аверьянов Ю. И., Басилов В. Н. и др. — 2-е изд., и доп. — М.: Республика, 2002. — С. 37—38. — 624 с. — 4000 экз. — ISBN 5-250-01818-1.
- Григорьева Л. И. Белое братство ЮСМАЛОС // Религии народов современной России: Словарь / Ред-кол. Мчедлов М. П. (отв. ред.), Аверьянов Ю. И., Басилов В. Н. и др. — 2-е изд., и доп. — М.: Республика, 2002. — С. 41—43. — 624 с. — 4000 экз. — ISBN 5-250-01818-1.
- Григорьева Л. И. Карма Кагью // Религии народов современной России: Словарь / Ред-кол. Мчедлов М. П. (отв. ред.), Аверьянов Ю. И., Басилов В. Н. и др. — 2-е изд., и доп. — М.: Республика, 2002. — С. 160—161. — 624 с. — 4000 экз. — ISBN 5-250-01818-1.
- Григорьева Л. И. Культ Ошо (Раджнеша) // Религии народов современной России: Словарь / Ред-кол. Мчедлов М. П. (отв. ред.), Аверьянов Ю. И., Басилов В. Н. и др. — 2-е изд., и доп. — М.: Республика, 2002. — С. 186—187. — 624 с. — 4000 экз. — ISBN 5-250-01818-1.
- Григорьева Л. И. Шри Чинмоя культ // Религии народов современной России: Словарь / Ред-кол. Мчедлов М. П. (отв. ред.), Аверьянов Ю. И., Басилов В. Н. и др. — 2-е изд., и доп. — М.: Республика, 2002. — С. 573. — 624 с. — 4000 экз. — ISBN 5-250-01818-1.

### Статьи
На русском языке
- Григорьева Л. И. История возникновения, особенности вероучения и культовой практики, методы воздействия на психику религиозного движения «ЮСМАЛОС» (Белое братство) // Государство, религия, Церковь в России и за рубежом. Информационный бюллетень./ Сост. Р. А. Лопаткин. — 1994. — № 2. — С. 22—30. Архивировано 22 декабря 2014 года.
- Григорьева Л. И. Идея русской соборности и современное сектантство // Индивидуализм, коллективизм, соборность в структуре русской духовности: Тез. докл. респ. науч.-техн. конф., 13-14 мая 1994 г., Комсомольск-на-Амуре/ Науч. ред. Р. Л. Лившиц. — Комсомольск-на-Амуре: Изд-во Комс. на-Амуре гос. пед. ин-та, 1994. — 125 с. — ISBN 5-85094-028-6.
- Григорьева Л. И. (под псевдонимом И. П. Никитин). Белое Братство — Юсмалос // Этнографическое обозрение. — 1995. — № 2. — С. 128—140.
- Григорьева Л. И. О некоторых способах воздействия на психику в неорелигиозных объединениях // Личность, творчество, современность. — Красноярск: СибЮИ МВД России, 1998. — Вып. 1. — С. 11—23.
- Григорьева Л. И. Церковь Последнего Завета : (Секта Виссариона-Христа Минусинского) // Государство, религия, Церковь в России и за рубежом. Информационный бюллетень. — М.: РАГС при Президенте РФ, 1999.
- Григорьева Л. И. Церковь Последнего Завета («секта Виссариона — Христа Минусинского») // Религиозные организации и государство: перспективы взаимодействия. Материалы конференции. /Отв. ред. М. Н. Геншина. Москва, 22-23 февраля 1999 года. — М.: Рудомино, 1999. — С. 75—88. Архивировано 22 декабря 2014 года.
- Григорьева Л. И. К вопросу об использовании понятия «тоталитарная секта» по отношению к новым нетрадиционным религиозным движениям // Личность, творчество и современность. Сборник научных трудов. Отв. ред. Д. Д. Невирко; редкол.: В. И. Горобцов, Н. И. Дроздов, А. М. Гендин. — Красноярск: Сибирский юридический институт МВД России, 1999. — Вып. 2. — С. 206—210. Архивировано 22 декабря 2014 года.
- Григорьева Л. И. Что ждёт Церковь Последнего Завета? Материалы круглого стола // Религия и право. — 2000. — № 1. — С. 17—19. Архивировано 4 марта 2016 года.
- Григорьева Л. И. Конфессиональные консультации для государственных служащих (по поводу издания справочника «Новые религиозные организации России деструктивного, оккультного и неоязыческого характера») // Религия и право. — 2001. — № 1. — С. 23—25. Архивировано 5 декабря 2014 года.
- Григорьева Л. И. Новые религиозные движения и государство в современной России // Законодательство о свободе совести и правоприменительная практика в сфере его действия: Материалы семинаров, ноябрь—декабрь 2000 г., Москва / Институт религии и права; Институт «Открытое общество»; Под ред. А. В. Пчелинцева и Т. В. Томаевой. — М.: Институт религии и права, 2001. — С. 90—96. — 192 с. — ISBN 5-93018-021-0.
- Викторук Е. Н., Григорьева Л. И. Теоретические аспекты неклассических этик: НРД в контексте действующих правовых норм // Религия и право. — 2003. — № 2 (30). — С. 28—29. Архивировано 22 декабря 2014 года.
- Григорьева Л. И., Дерягина Е. Э. Модификация методов проповеди международного общества сознания Кришны // Этика и бизнес: философские, методологические и мировоззренческие аспекты: Сб. науч. работ студентов и аспирантов: Учеб. пособие для студентов спец. 061100 "Мененджмент" / Под ред. Е. Н. Викторук. — Красноярск: СибГТУ, 2003. — С. С. 29—31. — ISBN 5-8173-0029-X.
- Григорьева Л. И., Григоренко Н. И. Особенности развития СМИ в контексте общественно-политических процессов в регионе // Этика и бизнес: философские, методологические и мировоззренческие аспекты: Сб. науч. работ студентов и аспирантов: Учеб. пособие для студентов спец. 061100 "Мененджмент" / Под ред. Е. Н. Викторук. — Красноярск: СибГТУ, 2003. — С. С. 98—100. — ISBN 5-8173-0029-X.
- Дерягина Е. Э., Григорьева Л. И. Причины развития нетрадиционной религиозности в России // Лесной и химический комплексы — проблемы и решения. Ч. 1 / Редкол.: П. М. Матвеев, В. Ф. Полетайкин, В. С. Петров и др.; Сиб. гос. технол. ун-т. — Красноярск: СибГТУ, 2003. — С. 106—108. — 278 с. — ISBN 5-8173-0045-1.
- Григорьева Л. И. Этапы эволюции и новые тенденции социальных трансформаций в Церкви Последнего Завета // Личность, творчество и современность: сборник научных трудов / Кол. авт. Сибирский юридический институт МВД России (Красноярск); Отв. ред. Д. Д. Невирко. — Красноярск: СибЮИ МВД России, 2003. — Вып. 6. Архивировано 5 декабря 2014 года.
- Григорьева Л. И. Социальный эксперимент и социальная альтернатива в новых религиозных движениях : (на примере общины Виссариона Минусинского (Красноярский край)) // Сибирь в XXI веке : альтернативы и прогнозы развития : науч.-практ. конф. (2003; Красноярск). Ч. 2 / М-во образования Рос. Федерации, Краснояр. гос. ун-т ; отв. за вып. В. А. Сапожников. — Красноярск: КГУ, 2003. — С. 54—61.
- Григорьева Л. И. Новые религиозные движения в современной России // Личность, творчество и современность: сборник научных трудов / Отв. ред. Д. Д. Невирко. — Красноярск: СибЮИ МВД России, 2005. — Вып. 8. — С. 48—65. — ISBN 5-7889-0102-2.
- Григорьева Л. И. Грани и границы толерантности (толерантность и проблемы еврейской самоидентификации) // Евреи в Сибири и на Дальнем Востоке: история и современность. Материалы VI региональной научно-практической конференции (22-23 августа 2005 года). — С. 199—206. Архивировано 22 декабря 2014 года.
- Дударёнок С. М., Григорьева Л. И., Мирошникова Е. М. Американская модель государственно-правового регулирования деятельности новых религий и новых религиозных движений // США : опыт взаимодействия личности, общества, государства : (к 230-й годовщине принятия Декларации независимости) : материалы междунар. науч.-практ. конф., Владивосток, 19–20 июля 2006 г.. — Владивосток: Изд-во Дальневост. ун-та, 2006. — С. 138–152.
- Григорьева Л. И. Русская православная церковь и СМИ на рубеже XX-XXI веков // Актуальные проблемы философии: сб. науч. работ студентов и молодых учёных по итогам межвуз. науч.-практ. конф. / Сиб. гос. технол. ун-т; ред. кол.: Е. Н. Викторук [и др.]. — Красноярск: СибГТУ, 2006. — С. 58—67. — 136 с.
- Григорьева Л. И. Проблемы христианства в контексте плюрализма философских воззрений на современном этапе: сб. науч. работ студентов и молодых учёных по итогам межвуз. науч.-практ. конф. // Актуальные проблемы философии / Сиб. гос. технол. ун-т; ред. кол.: Е. Н. Викторук [и др.]. — Красноярск: СибГТУ, 2006. — С. 67—75. — 136 с.
- Григорьева Л. И. Религиозное тюремное служение: смыслы и содержание // Актуальные проблемы философии: сб. науч. работ студентов и молодых учёных по итогам межвуз. науч.-практ. конф. / Сиб. гос. технол. ун-т; ред. кол.: Е. Н. Викторук [и др.]. — Красноярск: СибГТУ, 2006. — С. 75—79. — 136 с..
- Григорьева Л. И. Социолог религии: органический инсайдер в статусе профессионального аутсайдера. К вопросу о профессиональной компетенции и вероятностной ангажированности // Социология религии в обществе Позднего Модерна (памяти Ю. Ю. Синелиной) : материалы Третьей Международной научной конференции. НИУ «БелГУ», 13 сентября 2013 г. / отв. ред. С. Д. Лебедев. — Белгород: ИД «Белгород», 2013. — С. 87—97. — 460 с.
- Григорьева Л. И. Импровизация на тему «Культурология как типология социумных идентичностей» // Теория и практика прикладных культурных исследований: региональный проект. Коллективная монография / Под ред. Н. П. Копцевой. — СПб.: Эйдос, 2013. — С. 38—45. — 224 с. — 200 экз. — ISBN 978-5-904745-22-6.
- Круглова И. Н., Григорьева Л. И. К вопросу о природе виновности: ритуально-социологический и психоаналитический подходы // Вестник Красноярского государственного аграрного университета. — Красноярск: КрасГАУ, 2014. — № 4. — С. 290—293. — ISSN 1819-4036.
- Григорьева Л. И. Религиозный фактор в контексте формирования экстремистских и террористических мотиваций молодёжи // Современные системы безопасности — Антитеррор. Материалы конгрессной части X специализированного форума (28-29 мая 2014 г.). / Антитеррористическая комиссия Красноярского края; Сибирский юридический институт ФСКН России; Отв. ред.: А. В. Букарин. — Красноярск: СибЮИ ФСКН России, 2014. — С. 232—241.
- Григорьева Л. И. Предисловие // Мартинович В. А. Нетрадиционная религиозность: возникновение и миграция. Материалы к изучению нетрадиционной религиозности. — Минск: Минская духовная академия, 2015. — Т. 1. — С. 6—9. — (Монографии Минской духовной академии). — ISBN 978-985-7028-11-5.
- Григорьева Л. И. «Язычники» Красноярска в формате кейс-стади: взгляд снаружи и изнутри // Язычество в современной России: опыт междисциплинарного исследования. Монография / под ред. Р. В. Шиженского. — Н. Новгород: Мининский университет, ООО «Типография “Поволжье”», 2016. — С. 62—78. — 264 с.
- Бардаков А. В., Григорьева Л. И. Новые формы общественной деятельности Русской православной церкви (на примере Красноярского края) // Известия Иркутского государственного университета. Серия: Политология. Религиоведение. — Иркутск: ИрГУ, 2016. — Т. 18. — С. 212—221.
- Григорьева Л. И. «Сакральное» Окунево в свете теории фреймов Ирвинга Гофмана // Альманах «Сектоведение». — Минск: МинДА, 2017. — Т. 6. — С. 45—59.
- Бардаков А. В., Григорьева Л. И., Кудашов В. И. Роль традиционных религий в преподавании предметов духовно-нравственной направленности в условиях глобализации // Перспективы науки и образования. — 2019. — № 2 (38). — С. 131–142. — doi:10.32744/pse.2019.2.11.
- Бардаков А. В., Григорьева Л. И. Потенциал некоммерческих организаций, сотрудничающих с Русской православной церковью в формировании духовной культуры (на материале Красноярского края) // Сибирский антропологический журнал. — 2020. — Т. 4, № 1. — С. 50–59.

На других языках
- Kudashov V. I., Chernykh S. I., Yatsenko M. P., Grigoreva L. I., Pfanenshtil I. A., Rakhinsky D. V. Historical reflection in the educational process: an axiological aproach // Analele Universitatii din Craiova — Seria Istorie. — 2017. — Vol. 22, № 1. — P. 139—147.

### Научная редакция
- Церковь и государство: прошлое и настоящее. Тезисы докладов и сообщений научной конференции 31 октября 2001 г. Архивная копия от 18 октября 2010 на Wayback Machine / Под ред. Л. И. Григорьевой. — Красноярск.:"Кларетианум". — 149 с.

### Публицистика
- Григорьева Л. И. Ушедшие в «город Солнца» // Наука и религия. — 1999. — № 2. — С. 14—16. Архивировано 22 декабря 2014 года.
- Григорьева Л. И. Менеджеры высшей материи // журнал Premium. — 12.09.2008. Архивировано из оригинала 16 августа 2015 года.
- Григорьева Л. И. Ветви древа иноверия // журнал Premium. — 21.11.2008. Архивировано из оригинала 20 августа 2016 года.

### Интервью
- Елена Коновалова. Все конфессии равны // Информационный медиа-портал «Yarsk.ru». — 08.04.2003. Архивировано из оригинала 10 февраля 2018 года.
- Ольга Маевская. Через прения к Храму // газета «Городские новости». — 18.01.2008. — № 1712. Архивировано из оригинала 9 марта 2017 года.
- Олеся Паршина. Людмила Григорьева: «Миф о батюшках на Мерседесах дал`к от реальности» // «Красноярский комсомолец». — 10.09.2008. Архивировано 10 декабря 2014 года.
- Ольга Тепляшина. «Каждый из нас сам для себя определяет и выстраивает свою жизнь» (О экстрасенсах и о доверчивых…) // ТВК передача «После Новостей». — 01.12.2010. Архивировано 10 декабря 2014 года.
- Ольга Лещинская. Людмила Григорьева: интерес молодых к религии настораживает (недоступная ссылка — история) // пресс-центр ТИМ «Бирюса 2010».
- Докторов Б. З. Григорьева Л.И.: «В религиоведение я ни откуда не приходила. Я в нем родилась, сформировалась и выросла» // «Телескоп» (журнал социологических и маркетинговых исследований)». — 2013. — № 5—6. Архивировано 26 марта 2016 года.